# Ордашинский сельсовет
Ордашинский сельсовет — упразднённая административная единица на территории Сморгонского района Гродненской области Республики Беларусь.

## Состав
Ордашинский сельсовет включал 23 населённых пункта:
- Балобаны — деревня.
- Битеняты — деревня.
- Боярск — деревня.
- Веребушки — деревня.
- Вишневка — хутор.
- Вишневка — деревня.
- Гейлеши — деревня.
- Головатишки — хутор.
- Коптевичи — деревня.
- Коренды — деревня.
- Кочаны — деревня.
- Круглянка — деревня.
- Куты — деревня.
- Малявичи — деревня.
- Милейково — деревня.
- Новоселки — деревня.
- Ордаши — деревня.
- Орленяты — деревня.
- Османовка — хутор.
- Переходы — деревня.
- Ровок — деревня.
- Труханово — деревня.
- Четырки — деревня.